# 고려의 건국 신화
고려의 임금들은 용왕의 외손으로 고려 왕족은 그래서 겨드랑이에 비늘이 있다는 전설이 있다. 태조를 비롯하여 태조의 조상들, 작제건, 보육에 대한 전설과 신화가 내려온다. 태조에 대한 전설도 도참사상과 관련하여 있다.

## 고려의 건국설화
왕건의 아버지 왕융은 당나라 숙종과 진의(정화왕후)사이에서 태어났다. 왕륭의 처음 이름은 용건이었지만 후에 왕융으로 바꿨다. 왕융은 꿈에서 한 미인을 만나서 부인으로 삼겠되는 꿈을 꾸었는데 꿈에서 본 부인과 똑같이 생긴 여서를 보고 청혼하여 결혼을 하게 된다. 그래서 왕융의 부인을 몽부인이라고 불렀으며 성은 "한씨"라 했다.  왕융과 몽부인(한씨)과 결혼하여 송악산 남쪽 기슭에 살림을 차렸다. 그러던 어느 날 신라말 도참사상으로 유명했던 승려 도선은 왕륭의 집앞을 지나며 “어허, 기장을 심을 터에 어찌 삼을 심었는가?” 라고 말했다. 이 말을 들은 왕융의 아내 몽부인은 급히 남편에게 달려가 이 말을 전했고 왕륭은 급히 도선을 쫓아갔다. 도선은 왕륭이 쫓아오자 그에게 “내가 일러주는 대로 집을 지으면 천지의 대수에 부합하여 내년에는 반드시 슬기로운 아이를 얻을 것입니다. 아이를 낳으면 이름을 왕건이라고 하십시오” 라고 말하며 봉투를 만들어 겉에 ‘삼가 글을 받들어 백 번 절하면서 미래에 삼한을 통합할 주인 대원군자를 당신에게 드리노라’ 라고 써 주었다.
왕륭은 도선이 주는 봉투를 받아 백번절하고 그가 시킨 대로 집을 짓고 살았더니 그들부터 아내에게 태기가 있었고 열달 뒤에 아이를 낳으니 그때가 877년 1월이었고 그 아이가 바로 고려 태조 왕건이었다.

## 고려 건국 신화의 양상
고려 건국 신화의 특징은 선도부터 시작하고 있으며, 그 신화에 왕건 자신은 빠져 있다는 점이다. 이는 행적이 불확실한 선조들은 신화로써 미화하고 행적이 이미 알려진 자신은 역사에 편입시켜 건국 신화의 위광과 합리적 통치의 설득력을 지닐 수 있다는 장점을 가진다. 선조의 신화 중 일부는 신과 혼인했고, 일부는 당 숙종과 혼인하는 등, 후대에 위인이 태어날 소지를 갖추었다. 왕건을 주인공으로 한 설화는 신라의 옥대를 전해 받았다는 것을 제외하곤 거의 없으나 그를 소재로 한 문학 작품은 계속 생겼다. 고려 건국 신화의 새로운 점은 설화와 사실을 현명하게 관계 지었다는 점에 있다.

## 같이 보기
- 고려의 종교#무속신앙